# 切爾涅希納 (克拉斯諾庫特西克區)
50°5′16″N 35°11′48″E / 50.08778°N 35.19667°E
切爾內什奇納（烏克蘭語：Чернещина）是位於烏克蘭東部的村莊，由哈爾科夫州博霍杜希夫區的克拉斯諾庫特斯克市鎮負責管轄。該村處於梅爾拉河右岸，始建於1799年，面積1.99平方公里，海拔高度122米，2001年人口556。